# Goran Šćekić
Goran Šćekić (Berane, 1. januar 1963) karikaturista je, strip crtač i scenarista televizijskih reklama. Prepoznatljiv je po karikaturama sa tematikom iz političkog života Crne Gore.

## Biografija
Goran Šćekić je rođen 1. januara 1963. godine u Beranama. Živi i stvara u Podgorici.
Karikature je počeo da objavljuje 1992. godine u podgoričkom dnevnom listu Pobjeda. Saradnju sa Pobjedom je okončao u januaru 1999. godine kada je počeo da objavljuje u dnevnom listu Dan iz Podgorice. Njegove karikature objavljivane su i na Televiziji Crne Gore, u Polisu i Monitoru.
Objavio je više od 7000 karikatura. Svoje radove je izlagao na dvanaest samostalnih i desetak kolektivnih izložbi.
Pored karikature bavi se i stripom koji objavljuje u nedjeljniku Revija D i pisanjem scenarija za televizijske reklame. Veliku pažnju javnosti svojevremeno je izazvao njegov strip o političarima u reviji Istok.

## Nagrade i priznanja
Dobitnik je novinarske nagrade Udruženja novinara Crne Gore za 2001. i 2007. godinu.
Dobitnik je i nagrade dana oslobođenja grada Berana.

## Literatura
- Goran Šćekić, Montenegrina, pristupljeno 29. maja 2011. godine

## Spoljašnje veze
- Karikature Gorana Šćekića, pristupljeno 29. maja 2011. godine
- Goran Šćekić (Facebook), pristupljeno 29. maja 2011. godine